# ماتيوس لوبيز
ماتيوس لوبيز (بالبرتغالية: Matheus Henrique do Carmo Lopes‏) هو لاعب كرة قدم برازيلي في مركز الدفاع، ولد في 8 مارس 1985 في سيتي لاغواس في البرازيل. لعب مع أتلتيكو باراناينسي وجمعية أرابيراكا الرياضية وغريميو بورتو أليغرينزي وميتالوره زابورجيا ونادي بيلينينسش ونادي فيلا نوفا.

## وصلات خارجية
- ماتيوس لوبيز على موقع اتحاد أوكرانيا (الإنجليزية)
- ماتيوس لوبيز على موقع قاعدة بيانات كرة القدم.إي يو (الإنجليزية)
- ماتيوس لوبيز على موقع Soccerway.com (الإنجليزية)